# Glaciar Reusch
El Glaciar Reusch 54°29′S 36°32′O / -54.483, -36.533 es un glaciar que se desliza al mar al norte de la punta Austin y del puerto Ondina Sur, sobre la costa sudoeste de la isla San Pedro, en el archipiélago de las Georgias del Sur. 
Además se encuentra al oesudoeste del pico Nordenskjöld y al sursudeste del monte Paget.